# Багдад (аэропорт)
Междунаро́дный аэропо́рт «Багда́д» (ИАТА: BGW, ИКАО: ORBI) (араб. مطار بغداد الدولي‎) — международный аэропорт в Багдаде, Ирак. Крупнейший аэропорт страны. Является базовым для национальной авиакомпании «Iraqi Airways».

## История

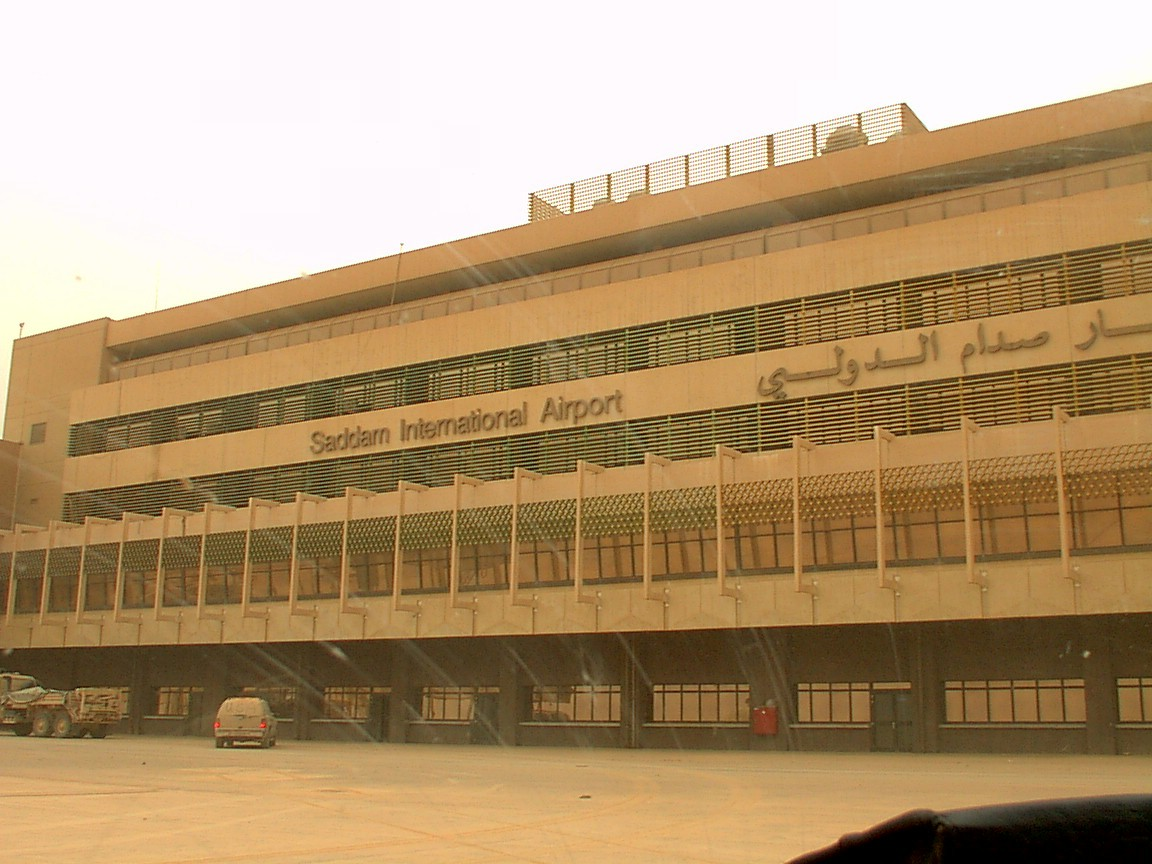
Здание аэровокзала в годы открытия

Аэропорт был построен французскими компаниями в 1979—1982гг. Возведение «воздушных ворот» Ирака стоило стране $900 млн. долларов. По окончании строительства действующий президент Ирака назвал его своим именем — Международный аэропорт имени Саддама Хусейна.
В 1991 году аэропорт был закрыт для международных полётов санкциями ООН в связи с началом Войны в Персидском заливе. Неполётная зона была выдвинута по инициативе США и Великобритании. Национальной авиакомпании «Iraqi Airways» были разрешены полёты только внутри страны. Самому аэропорту было разрешено принимать взлёт и посадку только в том случае, если рейсы сопровождались гуманитарной помощью (медикаменты, ассистенты медицины) и несли правительственный характер: делегации, поездки чиновников.
В 2003 году в Ирак вошли американские войска и Международный аэропорт имени Саддама Хусейна был переименован в Международный аэропорт «Багдад». Тогда же был разрешён первый международный рейс в Амман (Иордания). Официальное разрешение на осуществление гражданских линий было получено 25 августа 2004 года.
В течение последующих шести лет аэропорт постепенно возрождался, однако, и закрывался на некоторые сроки в связи с различными событиями. Например, 8 ноября 2004 года аэропорт был закрыт на 48 часов из-за споров по договору с британской стороной и министерством транспорта. Аэропорт закрывался и в 2006 и 2007 году, когда был установлен комендантский час для предотвращения повстанческого движения в Багдаде.
2008 год для аэропорта ознаменован открытием и выполнением большого числа рейсов в десятки зарубежных и местных городов: Тегеран, Басру, Анкару, Эрбиль и другие. В 2009 году состоялся первый рейс в Европу по маршруту Багдад—Стокгольм—Багдад, а 24 апреля 2010 года самолёт «Iraqi Airways» впервые за 20 лет связал столицу Ирака с Лондоном.
В настоящее время идёт реконструкция терминала, так как его помещения в разные годы были отданы под различные предприятия.

## Технические характеристики

### ВПП, аэродром
«Багдад» имеет две искусственные взлётно-посадочные полосы длиной 3301 метров и 4000 метров. ВПП, рулёжные дорожки и перроны могут принимать любые типы воздушных судов.

### Терминалы
Аэропорт располагает одним терминалом, который разбит на три секции. Ранее они имели названия городов, которые когда-то находились или находятся на территории Ирака: Вавилон, Самарра, Ниневия. Сегодня их обозначение буквенное — A, B и C. Терминал рассчитан на пассажиропоток не более 7,5 млн. в год.

### Пассажирские перевозки

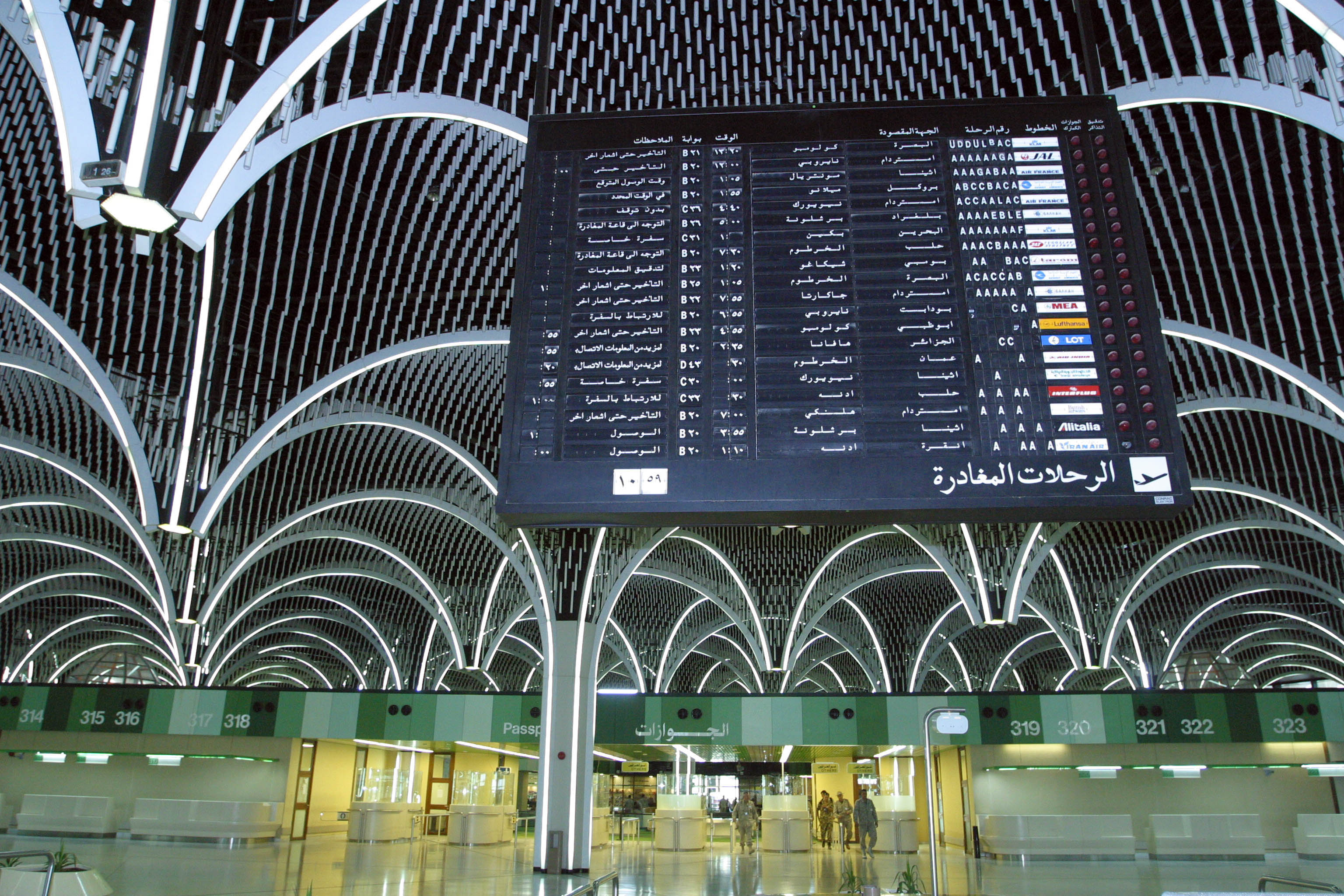
Зал регистрации и табло

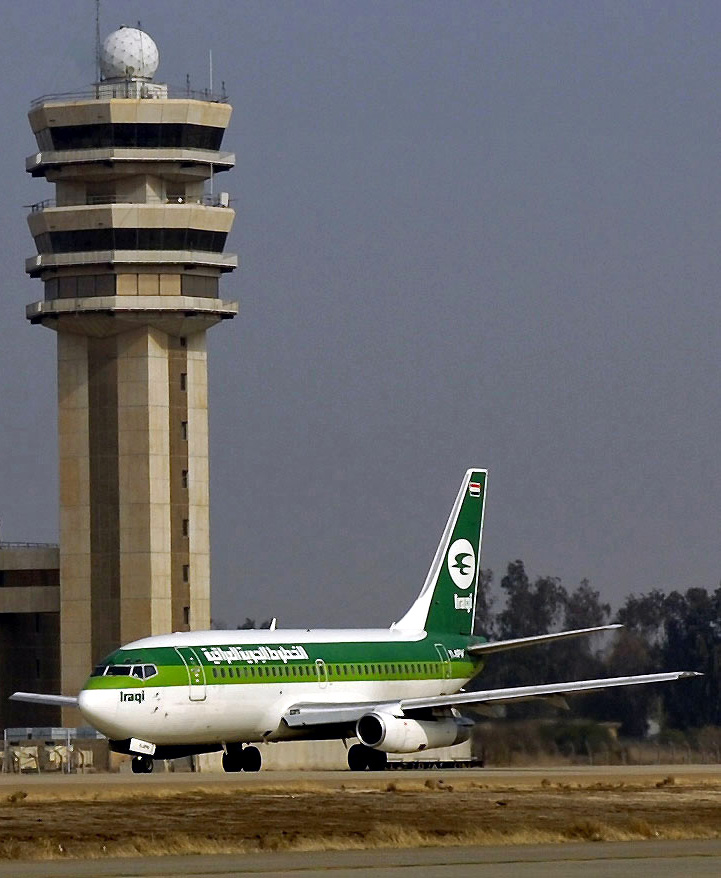
Самолёт «Iraqi Airways» и диспетчерская вышка

## Происшествия и катастрофы
- 25 декабря 1986 года — попытка захвата самолёта Boeing 737-270 (рейс 163 Багдад—Амман) авиакомпании «Iraqi Airways» над Саудовской Аравией. Два взрыва на борту унесли жизни 63 человек из 106.
- 29 ноября 1987 года — взрыв в самолёте Boeing 707 над Андаманским морем, выполнявший рейс № 858 авиакомпании «Korean Air» Багдад—Абу-Даби—Бангкок—Сеул. Погибли 104 пассажира и 11 членов экипажа.

- 22 ноября 2003 года — самолёт Airbus A300 при взлёте в аэропорту был поражён ракетой Стрела-2. Экипаж в составе трёх человек смог приземлить воздушное судно. Никто не погиб.
- 3 января 2020 года вооруженными силами США был нанесён авиаудар по международному аэропорту Багдада. Целью удара были Касем Сулеймани — командующий отрядом «Кудс» иранского Корпуса Стражей Исламской революции и Абу Махди Аль-Мухандис — командир иракской группировки шиитских ополченцев «Силы народной мобилизации». В результате ракетной атаки беспилотников Сулеймани и Абу Махди были убиты[9].